# Wapen van Vijfheerenlanden

Wapen van Vijfheerenlanden

Het wapen van Vijfheerenlanden is het gemeentewapen van de Utrechtse gemeente Vijfheerenlanden dat is samengesteld met elementen uit de wapens van voorgaande gemeenten. Het wapen werd per Koninklijk Besluit van 3 april 2020 aan de gemeente verleend.

## Geschiedenis
Na een fusie van de gemeenten Leerdam, Vianen en Zederik op 1 januari 2019 werd een nieuw wapen voor de nieuwgevormde gemeente ontworpen. Dit werd uitgevoerd door de Hoge Raad van Adel, die daarvoor twee ontwerpen had gemaakt. Op het tweede ontwerp was de stadspoort van Leerdam te zien. De voorkeur van raad en college ging uit naar het eerste ontwerp met de gekanteelde dwarsbalken.

## Blazoenering
De officiële beschrijving luidt:
In zilver twee beurtelings gekanteelde dwarsbalken van keel, vergezeld van drie zuilen van sabel en in het hart een zevenbladige roos, geknopt van goud en gepunt van sinopel. Het schild gedekt met een gouden kroon van vijf bladeren en gehouden door twee leeuwen van goud, getongd en genageld van keel.
De kroon van vijf bladeren is een markiezenkroon. Omdat Leerdam en Vianen in voorgaande wapens  een markiezenkroon gebruiken, kon deze kroon voor het nieuwe wapen overgenomen worden. Het wapen heeft elementen uit de wapens van de voorgaande gemeenten. De gekanteelde dwarsbalken zijn overgenomen van het wapen van Leerdam, waarbij de schildhouder het wapen van Schoonrewoerd (met de dwarsbalken) draagt. De gekanteelde dwarsbalk is in oorsprong te herleiden naar de heren van Arkel die twee rode gekanteelde dwarsbalken op een zilveren schild voerden. De drie zuilen van Vianen en de roos van Zederik.

## Verwante wapens

Wapen van Leerdam
Wapen van Vianen
Wapen van Zederik
Land van Arkel

Amersfoort · Baarn · Bunnik · Bunschoten · De Bilt · De Ronde Venen · Eemnes · Houten · IJsselstein · Leusden · Lopik · Montfoort · Nieuwegein · Oudewater · Renswoude · Rhenen · Soest · Stichtse Vecht · Utrecht  · Utrechtse Heuvelrug · Veenendaal · Vijfheerenlanden · Wijk bij Duurstede · Woerden · Woudenberg · Zeist